# Рюдигер фон Мюнер
Рюдигер фон Мюнер (на немски: Rüdiger von Müner или Rüdiger von Munre) (ок.1290-ок.1350) е немски предренесансов поет и автор на забавно-поучителни истории. За живота му почти нищо не се знае. Предполага се, че е роден в Тюрингия, но се е преселил в Бавария и е творил на западно-среднонемско наречие.

## Творчество
В произведенията си, които предшестват по-късните битови шванки, Рюдигер фон Мюнер най-често осмива нравите на зараждащото се и бързо забогатяващо бюргерско съсловие, например в „Суматоха в бюргерския дом“ („Irregang und Girregar“), история за дяволито студентско приключение в 1450 стиха.
Тази поема на Мюнер е сюжетно свързана с „Разказът на стюарда“ от творбата на Джефри Чосър „Кентърбърийски разкази“, а също с „Декамерон“ на Джовани Бокачо и редица средновековни фаблиа.
От устното народно творчество Рюдигер фон Мюнер заимства предания и легенди за зли духове, както и цветисти заклинания срещу тяхното злотворство.
Из „Суматоха в бюргерския дом“
Принасяме ти дар господен.

Ще станеш с него ти свободен

от женорята полудели,

от хитростите им умели

и пъклените им дела.

Да пийнем, божичко, ела!

Спаси го от магия зла!

ок. 1310